# Hrobka Pernštejnů (Doubravník)
Hrobka pánů z Pernštejna v Doubravníku se nachází v kryptě kněžiště kostela Povýšení svatého Kříže, v areálu zaniklého doubravnického kláštera.

## Historie
Celý současný pozdně gotický mramorový chrám byl vystavěn ve druhé třetině 16. století, jako rodové pohřebiště na místě zbořeného gotického klášterního kostela, což dokládá letopočet 1535 základního kamene i nápis nad vstupním renesančním portálem kostela s erbem Pernštejnů z roku 1557.
Samotná pernštejnská hrobka se nachází přímo pod kněžištěm, má lomenou kamennou klenbu a stojí na starších základech zřejmě z čtvercového presbytáře prvního raně gotického kostela bývalého rodového kláštera. Vstup na úzké schodiště kryje hladká mramorová deska v dlažbě chrámové lodi (blíže k oltáři). Sousední krycí deska (blíže ke vchodu) je vstupem do druhé (mladší) podzemní hrobky s cihlovou obloukovou klenbou, která je prázdná (ostatky z ní byly přeneseny do nejstarší hrobky pánů z Pernštejna a nejmladší hrobky hrabat Mitrovských).
V pernštejnské hrobce, vyrabované švédskou armádou během obléhání Brna a hradu Pernštejna v roce 1645, se tak nachází (v severovýchodním rohu) již jen hromada lebek a kostí (asi nejenom Pernštejnů), na zemi pak zbytky prken z rakví (některé byly zdobně malované) a z druhé mladší hrobky sem přeložené ostatky pohřebných kněží (s patrnými torzy vyšívaných barokních ornátů, rozpadlých bot atd.), včetně torz pohřbů ze 17. století z rodu tehdejších majitelů Lichtenštejnů z Kastelkornu.
Po stranách kněžiště je ve zdech umístěno celkem šest pozdně gotických a renesančních náhrobních kamenů. Zleva (při pohledu k oltáři) se jedná o kámen Kateřiny z Pernštejna († 1449), dcery Jana z Pernštejna († 1475), náhrobník Johanky z Liblic († 1515), manželky Viléma z Pernštejna († 1521) a dále epitafy Jana IV. Bohatého († 1548), Viléma II. z Pernštejna († 1521), Vratislava I. z Pernštejna († 1496) a Jana II. z Pernštejna († 1475).
Novogotická nadzemní hrobka Mitrovských z Nemyšle byla k severní straně chrámu přistavěna až roku 1867 v podobě boční kaple s litinovými sarkofágy po obvodu.